# Façana de Mar
La Façana de Mar és una obra de Vilanova i la Geltrú (Garraf) protegida com a Bé Cultural d'Interès Local.

## Descripció
El conjunt urbanístic façana de mar comprèn el nucli històric del barri de mar format per part de les mansanes amb front del mar, des del torrent de Sant Joan fins passat el carrers dels Boters, a més de l'últim tram de la Rambla Pirelli, Rambla de la Pau i carrer del Gas.
L'antic assentament mariner ha estat molt malmès per les transformacions produïdes per la densificació i l'augment de volum construït a primera línia de mar permès pel Pla General d'Ordenació de 1967. El resultat és una sèrie de construccions heterogènies. Només el passeig del Carme posseeix valors unitaris.